# Siphonophora scolopacina
Siphonophora scolopacina är en mångfotingart som beskrevs av Filippo Silvestri 1895. Siphonophora scolopacina ingår i släktet Siphonophora och familjen Siphonophoridae. Inga underarter finns listade i Catalogue of Life.